# Ihor Kłymenko
Ihor Wołodymyrowycz Kłymenko (ukr. Ігор Володимирович Клименко; ur. 25 października 1972 w Kijowie) – ukraiński policjant i psycholog, generał policji I stopnia, w latach 2019–2023 komendant główny Narodowej Policji Ukrainy, od 2023 minister spraw wewnętrznych.

## Życiorys
W latach 1989–1994 kształcił się na akademii wojskowej w Charkowie, zaocznie ukończył psychologię na Odeskim Uniwersytecie Narodowym. W 2013 uzyskał stopień kandydata nauk w zakresie psychologii, a w 2014 został absolwentem prawa na prowadzonym przez MSW uniwersytecie w Dniepropetrowsku. Doktoryzował się z psychologii w 2019.
Służył w wojskach rakietowych, w 1998 został zatrudniony w służbach Ministerstwa Spraw Wewnętrznych. W 2002 wchodził w skład ukraińskiego kontyngentu wojskowego w Kosowie. Był m.in. naczelnikiem wydziału w delegaturze MSW w obwodzie charkowskim, głównym psychologiem oraz kierownikiem centrum psychologii praktycznej w departamencie kadr MSW. W 2011 został naczelnikiem wydziału szkoleń zawodowych i edukacji w departamencie kadr MSW. Od 2014 do 2015 pełnił funkcję zastępcy dyrektora całego departamentu. W latach 2015–2017 kierował działem kadr Narodowej Policji Ukrainy. W 2017 i 2018 powoływany na zastępcę komendanta głównego tej policji. 25 września 2019 objął stanowisko komendanta głównego Narodowej Policji Ukrainy.
Uzyskiwał kolejne awanse generalskie na stanowiska generała policji 3. stopnia (2017), 2. stopnia (2020) i 1. stopnia (2021).
W styczniu 2023, po śmierci Denysa Monastyrskiego, został pełniącym obowiązki ministra spraw wewnętrznych w rządzie Denysa Szmyhala. 7 lutego 2023, po zatwierdzeniu jego kandydatury przez parlament, stanął na czele tego resortu. Stanowisko ministra spraw wewnętrznych utrzymał również w utworzonym 17 lipca 2025 gabinecie Julii Swyrydenko.

## Odznaczenia
- Medal „Obrońcy Ojczyzny”[12]